# Татјана Јечменица
Татјана Јечменица (Нови Сад, 4. јул 1978) је била професионална српска тенисерка, селектор Фед куп репрезентације Србије и Црне Горе и Србије. Сада је тениски тренер и власник је тениске школе „Јечменица“ у Новом Саду.
У тениској каријери освојила је 6 ИТФ турнира у појединачној конкуренцији и 3 у конкуренцији парова. Није освајала ВТА турнире. Учествовала је на сва четири гренд слем турнира, а најбољи пласман јој је био 2. коло на Ролан гаросу 1996. Најбољи пласман на ВТА ранг листи било је 72 место појединачно и 84 у паровима, оба 1996. Била је члан репрезентације Југославије у Фед купу

Године 2005 изабрана је за селектора Женске тениске репрезентације србије и Црне Горе за такмичења у Фед купу у сезонама 2005. и 2006. Због тешкоћа у састављању најбоље репрезентације, Јечменица је поднела оставку 2006. године. 
„Ако треба да наговарам час Јанковићеву, час Ивановићеву, а оне да се нећкају, изем ти тај посао"
, рекла је приликом интервјуа Татјана Јечменица после оставке на функцију селектора у Илустрованој политици.

### Пласман на ВТА листи на крају сезоне
| Година  | 1993 | 1994 | 1995 | 1996 | 1997 | 1998 |
| Пласман | 366  | 266  | 98   | 85   | 266  | 632  |

## ИТФ титуле Татјане Јечменице (9)

#### Појединачно (6)
| Бр. | Датум               | Турнир                | Подлога | Противница           | Резултат            |
| 1.  | 12. септембар, 1993 | Варна, Бугарска       | шљака   | Antoaneta Pandjerova | 6–2, 3–6, 6–2       |
| 2.  | 30. јануар, 1994    | Остин, Тексас, САД    | тврди   | Татјана Панова       | 6–4, 6–7(9), 7–6(6) |
| 3.  | 19. јун, 1994       | Марибор, Словенија    | шљака   | Зденка Малкова       | 6–1, 6–7(6), 6–3    |
| 4.  | 3. јул, 1994        | Вајхинген, Немачка    | шљака   | Светлана Комлева     | 6–3, 7–6(5)         |
| 5.  | 11. јун, 1995       | Нови Сад, Југославија | шљака   | Андреа Глас          | 7–6(4), 6–1         |
| 6.  | 6. август, 1995     | Будимпешта, Мађарска  | шљака   | Барбара Мулеј        | 6–3, 6–2            |

#### У игри парова (3)
| Бр. | датум              | Турнир                | Подлога | Партнерка           | Противнице                             | Резултат      |
| 1.  | 20. новембар, 1994 | Bad Gögging, Немачка  | тепих   | Каталина Кристеа    | Катарина Шишкова Јана Посдпишилова     | 3–6, 6–3, 6–2 |
| 2.  | 6. август, 1995    | Будимпешта, Мађарска  | шљака   | Светлана Кривенчева | Magdalena Feistel Хелена Вилдова       | 6–4, 6–3      |
| 3.  | 17. мај, 1998      | Нови Сад, Југославија | Clay    | Драгана Зарић       | Антоанета Пандерова Десислава Топалова | 6–2, 7–5      |